# ザ・ガーデンタワーズ

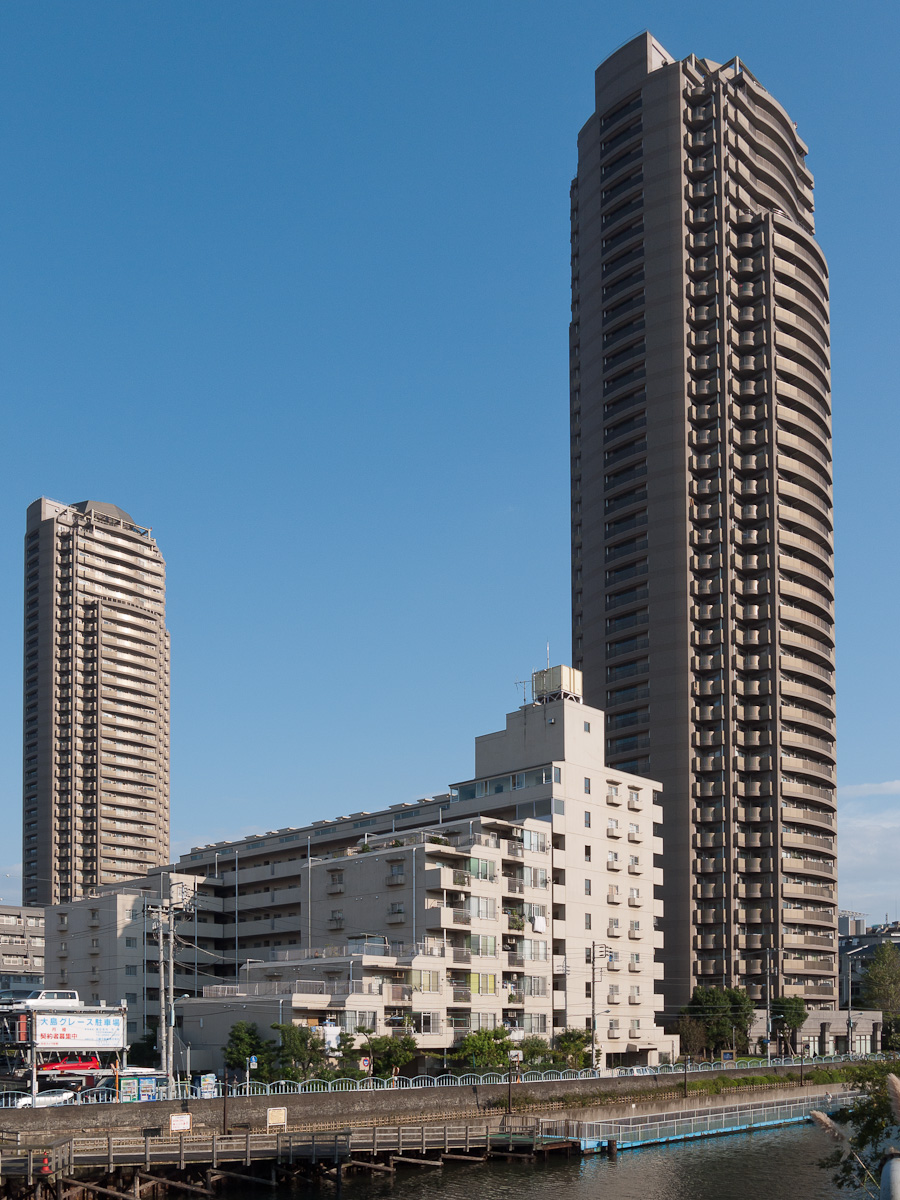
ザ・ガーデンタワーズ（左がサンライズ・タワー、右がサンセット・タワー）

ザ・ガーデンタワーズは、東京都江東区大島一丁目にある超高層マンション。

## 概要
江東区大島一丁目にある超高層マンション。東側のサンライズ・タワーと西側のサンセット・タワーの2棟から構成されるツインタワー。完成当時、江東区では最も高いマンションであり、下町方面での超高層ビル建設の先駆けとなった。ベージュを基調としたデザインとなっている。また、ツインタワーも当時としては珍しかった。漫画GTOの12巻(藤沢とおる作、1999年)に、芸能プロダクションがテナント入居する超高層ビルとして描かれている。
ツインタワーでいずれも地上39階・地下2階建高さ134.3m。敷地面積は12,700㎡と広大で、敷地の両端にツインタワーが建設され、両タワーの間は100m以上離れ、総合設計制度により公開空地(庭園や散策路 約100m)が設けられている。2棟の間には庭園が整備されている。庭園は、イーストガーデン・センターガーデン・ウェストガーデンの3つに分かれている。ザ・ガーデンタワーズの庭園は、江東区第8回(1997年) まちなみ景観賞「ゆとりある広場をもつ地域の新しいシンボル」を受賞している。
施主は城東製鋼、施工は大成建設、販売は三井不動産販売・三菱地所住宅販売・日本信託銀行不動産部、管理は東急コミュニティー。
鉄筋コンクリート造。地盤沈下や液状化対策のため地下50mの強固な砂礫層へ41本の杭を到達させている。柱には高強度コンクリート・高強度太径鉄筋・高強度異形PC鋼棒を組み合わせた耐震フレームを採用している。建物を円形状にすることで、強風による横揺れを抑える構造になっている。財団法人日本建築センター高層建築物構造評価委員会の認定を取得している。

## 共用施設
総戸数470戸、駐車場471台、自転車置場472台、バイク24台、エレベーターは各タワー3機設置されている。共用施設は、スポーツドーム(フィットネス・マシンのあるスポーツジム、原則無料)、ゲストルーム(1LDK56㎡、各タワーに1室)、マルチプルホール(多目的ホール)、集会室(1室)、レンタルルーム(2室)を備えている。

## 沿革
- 1997年1月 - 完成。

## 周辺
- 猿江恩賜公園
- 横十間川
- 横十間川親水公園
- 釜屋堀公園
- エリゼこどもクリニック　(マンション内)
- ekoデンタルクリニック　(マンション内)
- 東京都立墨東病院
- 江東区スポーツ会館
- ティアラこうとう
- 東京都立科学技術高等学校
- 大島愛宕神社
- アリオ北砂

## アクセス
- 西大島駅 徒歩6分
- 住吉駅 徒歩6分